# Glimtändare

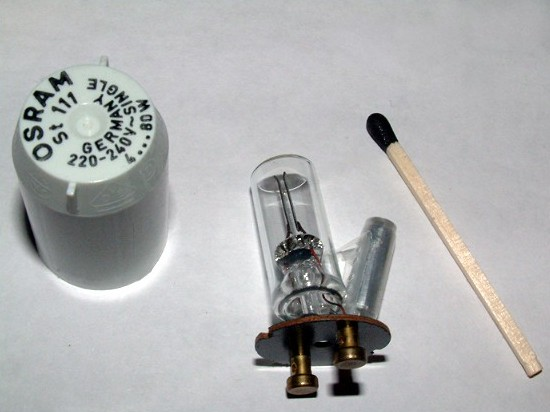
Bild på en glimtändare.

Förvärmningskrets för lysrörslampor som använder en automatisk startomkopplare.
A: Lysrörstub,
B: Elkraft (+230 volt),
C: Glimtändare,
D: Brytare (bi-metall termostat),
E: Kondensator,
F: Glödtråd,
G: Driftdon

En glimtändare är en komponent som tillsammans med en spole (drossel) används för att tända lysrör. I nyare installationer används inte glimtändare, utan tändningen sker på elektronisk väg med ett elektroniskt driftdon.
En glimtändare består av en cylinderformad plastburk som innehåller en kondensator för att ta bort störningar och ett glasrör fyllt med en ädelgasblandning. Inuti röret finns två bimetall-tungor som inte vidrör varandra så länge strömmen är avstängd. När strömmen slås på joniseras gasen omkring dem varvid de värms upp och böjs mot varandra. De fungerar då som strömbrytare som kopplar glödtrådarna och spolen i serie med varandra och elnätet varvid glödtrådarna värms upp. Eftersom gasen inte längre är joniserad runt bimetall-tungorna kallnar de och kontakten mellan dem bryts. När strömmen genom spolen bryts induceras spänning som förhoppningsvis är tillräckligt hög för att kunna tända lysröret. Om lysröret inte tänds kommer hela proceduren att upprepas, vilket är orsaken till att lysrör brukar blinka några gånger innan det väl tänds. När lysröret väl är tänt kommer spänningen över glimtändaren aldrig att bli tillräckligt hög för att kunna jonisera gasen i den. Nackdelen med glimtändaren är att den liksom lysröret, så småningom bränns ut, när gasen i den tar slut och då måste den bytas ut.
Det finns flera typer av glimtändare men de vanligaste är Serie 4-22w och Enkel 4-65w. Vissa glimtändare är även försedda med en fysisk säkring som löser ut om glimtändaren blir för varm. Detta uppstår när lysröret är utbränt och således bara blinkar utan att kunna tändas.
Dessa kallas för "säkerhetständare" eftersom de genom att släcka det blinkande lysröret skyddar drosseln som annars riskerar att överhettas och fatta eld. Vid byte till ett nytt lysrör återställer man sedan säkringen med ett tryck och glimtändaren återfår sin funktion.
Idag finns en också en elektronisk variant som saknar det gasfyllda röret och istället är försedd med ett litet kretskort.
Den kallas för "evighetständare" eftersom den inte bränns ut som en vanlig glimtändare gör till slut. Dessa har heller ingen fysisk säkring. 
Tändningsproceduren skiljer sig också eftersom lysröret tänds direkt utan att först blinka några gånger. När det sedan är utbränt så löser en elektronisk säkring ut och släcker det. Vid lysrörsbyte så måste strömmen alltid vara avslagen så att den elektroniska säkringen kan återställas.